# 슬랩 해피

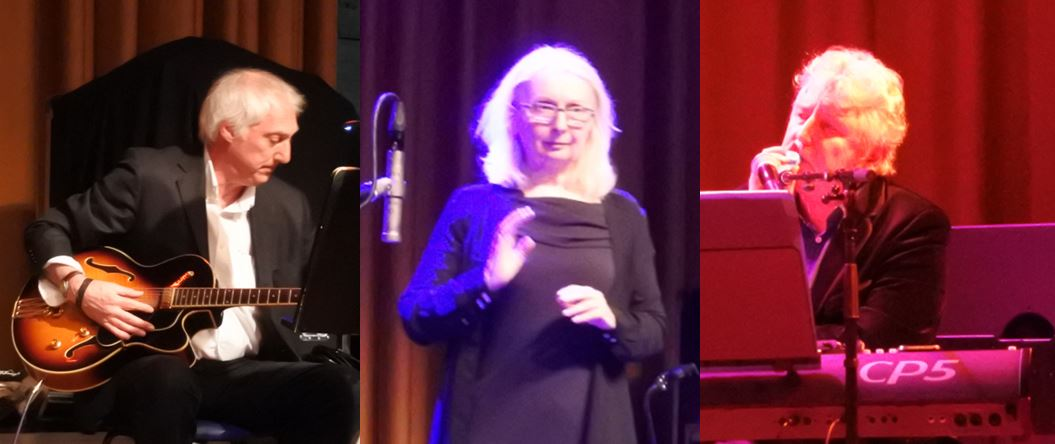

슬랩 해피는 1972년 독일에서 결성된 아방가르드 팝밴드이다. 그들은 1974년에 영국으로 건너가 헨리 카우와 밴드를 합쳐서 활동하기도 했다. 슬랩 해피의 음악은 아방가르드 느낌이 얹어진 조금은 이상한 팝이다. 왈츠, 보사노바, 샹송, 탱고 등 다양한 음악이 또 섞여있다. 가사는 문학적이고 즐겁지만 몽롱하고 종종 우울하기도 하다. 하지만 밴드를 가장 특징짓는 것은 다그마 크라우제의 하이톤 보컬이다. 독일어 억양이 반영된 영어로 부르는 멜로디는 달콤하기도 씁쓸하기도 하다.

## 역사

### 독일
슬랩 해피는 1972년 함부르크에서 영국인 앤소니 무어에 의해 만들어졌다. 무어는 독일 폴리도어에서 두장의 실험적인 음반을 냈지만 세번째 음반 제작을 거부당한 상태였다. 그래서 그는 당시 여자친구였던 다그마 크라우제와 미국인 피터 블렉바드 이렇게 세명이 함께하는 팝밴드를 제안했다.
크라우트록그룹 파우스트를 백밴드로 두고 슬랩 해피는 1집 Sort of를 발매했다. 곡들은 단순했고 팝의 원초적인 형태, 혹은 "늘어진 록"이었다. 슬랩 해피는 라이브를 거의 하지 않아서 아무래도 음반 판매고는 저조했다.
1973년 다시 파우스트와 함께 앨범 Casablanca Moon을 녹음한다. 1집의 상업적 실패로 회사는 더욱 팝적인 곡들을 주문했고 무어와 블렉바드는 본격적인 팝을 써냈지만 회사는 음반 발매를 거부했다.

### 영국
슬랩 해피는 독일 폴리도어를 떠나서 영국의 버진 레코드와 계약했다. 이미 파우스트와 헨리 카우가 계약한 상태였고 그들은 여전히 실험적인 밴드를 찾고있었다. 그들은 Casablanca Moon을 다시 녹음해서 그냥 Slapp Happy(1974)라는 이름으로 발매했다. 파우스트와 녹음했던 첫번째 버전은 이후 ReR레코드에서 Acnalbasac Noom 이라는 제목으로 발매하게 된다. 두 녹음을 비교해보면 첫번째 녹음이 더 거칠고 덜 현학적인 느낌이다. 두번째 녹음에는 오케스트레이션이 가미되어있어서 곡이 더 복잡하다.
74년 6월에 그들은 헨리 카우, 로버트 와이어트와 함께  하이드 파크에서 무료공연을 할 예정이었는데 마지막에 취소되었다. 그래도 예정되었던 BBC 톱기어에서의 세션은 진행되어서 헨리 카우, 로버트 와이엇과의 연주가 몇곡 녹음되었고 이중 일부가 로버트 와이엇의 음반 Flotsam Jetsam에 슬랩 해피와 친구들 명의로 실렸다.
이전에 파우스트의 도움을 받은 것처럼 슬랩 해피는 헨리 카우에게 백밴드를 맡아달라고 요청했고 그 결과가 Desperate Straights였다. 결과가 만족스러워서 결국 두 밴드는 합치기로 했다. 이 앨범은 아방가르드 재즈 느낌이 드는 베를린 캬바레 풍의 연주를 담았다.
새 그룹은 헨리 카우의 In Praise of Learning(1975)을 녹음했다. 하지만 다그마의 목소리가 들어갔을 뿐 슬랩 해피의 영향은 거의 없었다. 두 밴드의 스타일이 너무 달라서 무어와 블렉바드는 곧 밴드를 탈퇴했다. 그들은 헨리 카우가 너무 진지하고 정치적인 밴드라며 불편해했다. 다그마는 헨리 카우에 남기로 했고 슬랩 해피는 사실상 해산상태가 되었다. 그들은 다그마 없이 싱글을 하나 더 녹음했다.

### 재결성
무어와 블렉바드는 각자 솔로활동을 이어가다가 1982년 슬랩 해피의 싱글 Everybody's Slimmin'을 녹음하기 위해 모였다. 그리고 런던의 페스티벌에 참여해서 안하던 공연도 했다.
그들은 1991년에 BBC의 TV 오페라인 Camera의 곡을 녹음하기 위해 다시 모였다. 전체적인 구상은 다그마, 가사는 블렉바드, 작곡은 무어가 진행했다. 다그마는 2년뒤 방송된 버전에서는 주인공 역할을 맡기도 했다. 하지만 음반 Camera는 슬랩 해피의 명의로 발매되진 않았다.
1997년에 그들은 새 앨범 Ca Va를 녹음하기 위해 재결성했다. 75년 이후 처음 작업하는 앨범이지만 이전과 같은 팝적인 감성은 이어졌다. 그들은 백밴드 없이 자기들끼리 녹음했다. 이 멤버들끼리 일본에서 라이브를 가졌고 그 앨범은 2001년에 일본에서만 발매되었다.

### 앨범
- Sort Of (1972, LP, Polydor, Germany)
- Slapp Happy (also known as Casablanca Moon) (1974, LP, Virgin Records, UK)
  - Acnalbasac Noom (1980, LP, Recommended Records, UK)
- Desperate Straights (with Henry Cow) (1975, LP, Virgin Records, UK)
- In Praise of Learning (with Henry Cow) (1975, LP, Virgin Records, UK)
- Ça Va (1998, CD, V2 Records, UK)
- Camera (as "Dagmar Krause/Anthony Moore/Peter Blegvad") (2000, CD, Blueprint Records, UK)
- Live in Japan (2001, CD, FMN Records, Japan)